# Galicano Apacible
Galicano Apacible (ur. 25 czerwca 1864, zm. 2 marca 1949) – filipiński polityk i lekarz.

## Życiorys
Urodził się w Balayan w prowincji Batangas jako syn Vicenta Apacible i Cataliny Castillo. Pochodził z zamożnej rodziny. Wszechstronnie wykształcony, po ukończeniu szkoły podstawowej wysłany został do prywatnej placówki edukacyjnej prowadzonej przez Benedicto Lunę. Następnie dostał się do prestiżowego Colegio de San Juan de Letran. Spokrewniony z rodziną Rizalów, w owym czasie wynajmował wraz z kuzynem Jose oraz swoim bratem Leonem mieszkanie na 15 Kalye Anda w manilskim Intramuros. Fakt ten ma znaczenie symboliczne, bowiem współcześnie Jose uznawany jest za najważniejszego filipińskiego bohatera narodowego. Podjął następnie studia na Universidad de Santo Tomas, które wszakże ze względu na wejście w konflikt z dominikańskimi księżmi zdecydował się przerwać. Kontynuował kształcenie już w Hiszpanii. Ukończył kolejno Instituto del Tarragona, Universidad de Barcelona i Universidad Central de Madrid. Na tym ostatnim otrzymał doktorat z medycyny. Przez cały okres studiów pozostawał aktywny politycznie.
Po powrocie do kraju w 1892 dowiedział się, że bliskie mu osoby znalazły się w trudnej sytuacji z uwagi na swoją aktywność polityczną. Leon został aresztowany a następnie zesłany do Lepanto. Rizal z kolei przymusowo był przetrzymywany w Dapitan. Galicano doskonale zdawał sobie sprawę z tego, że dla władz kolonialnych pozostaje jednostką podejrzaną i niepewną. Nie tylko zresztą z uwagi na mogącą być uznaną za wywrotową ale również z racji na przynależność do wolnomularstwa. W tej sytuacji zdecydował się udać na emigrację, tym razem już o wydźwięku wyraźnie politycznym. Za jej cel wybrał Hongkong.
Po przybyciu do brytyjskiej kolonii został włączony jako doradca w skład Alto Consejo de los Revolucionarios. Kierował także Comite Central Filipino. W 1899 wraz z Rafaelem del Pan wysłany do Stanów Zjednoczonych w celu podjęcia rozmów z władzami amerykańskimi. Do rodzinnego kraju powrócił w 1903, koncentrując się przez pewien czas na praktyce lekarskiej. Między 1906 a 1907 pracował w manilskim szpitalu świętego Łazarza. Nie porzucił niemniej aktywności politycznej. W 1907 wybrany został na gubernatora swojej rodzinnej prowincji. Od 1909 do 1912 zasiadał w krajowym parlamencie, również reprezentując Batangas. Był zastępcą przewodniczącego Partii Nacjonalistycznej, a także pierwszym rodowitym Filipińczykiem kierującym krajowym ministerstwem rolnictwa. Zmuszony do ustąpienia z tego stanowiska ze względów zdrowotnych. W 1944 uległ wypadkowi, w 1947 natomiast stracił wzrok. Został pochowany na cmentarzu La Loma w Manili.